# Изорно
За едноименната река вижте Изорно (река).
Изо̀рно (на италиански: Isorno) е малък град в Южна Швейцария, кантон Тичино.

## География
Градът е разположен в окръг Локарно на 678 m надморска височина. Образуван е на 13 април 2001 г. от сливането на трите села Аурезио, Локо и Берцона. Население 350 жители по данни от преброяването към 31 декември 2008 г.

## Личности, починали в Изорно
- Алфред Андерш (1914-1980), германски белетрист и поет, починал в Берцона